# Göttinger 18
Göttinger 18 (Göttinger Achtzehn) – grupa osiemnastu wiodących niemieckich fizyków jądrowych z Republiki Federalnej Niemiec, którzy wspólnie, 12 kwietnia 1957 roku, wystosowali wobec rządu manifest (Manifest z Göttingen), wyrażający sprzeciw wobec zaopatrzenia armii RFN w taktyczną broń atomową. Plan taki był zakładany przez kanclerza Konrada Adenauera i sekretarza obrony Franza Josefa Straussa. Pod Manifestem podpisali się: Fritz Bopp, Max Born, Rudolf Fleischmann, Walther Gerlach, Otto Hahn, Otto Haxel, Werner Heisenberg, Hans Kopfermann, Max von Laue, Heinz Maier-Leibnitz, Josef Mattauch, Friedrich Adolf Paneth, Wolfgang Paul, Wolfgang Riezler, Fritz Straßmann, Wilhelm Walcher, Carl Friedrich von Weizsäcker i Karl Wirtz.
Osoby te były ówcześnie najbardziej szanowanymi naukowcami i członkami publicznych instytucji badań nad energią atomową i technologią w Republice Federalnej Niemiec.